# Rüdesheim (Nadrenia-Palatynat)
Rüdesheim – miejscowość i gmina w Niemczech, w kraju związkowym Nadrenia-Palatynat, w powiecie Bad Kreuznach, siedziba gminy związkowej Rüdesheim. 